# Ewald Christian von Kleist
Ewald Christian von Kleist (7. března 1715, Zeblin – 24. srpna 1759, Frankfurt nad Odrou) byl německý básník a pruský důstojník.

## Život
Jeho rodiče byli Jáchym Ewald von Kleist (1684–1738), dědičný pán na Zeblinu a Warninu, a jeho manželka Juliana von Meiteuffelová (1668–1719), která pocházela z rodu Poplawských.
Ewald Christian von Kleist studoval na gymnáziu v Gdaňsku a na Královecké univerzitě. Již roku 1736 se stal dánským důstojníkem, ovšem roku 1740 ho Friedrich II. vyreklamoval a jmenoval poručíkem v pluku prince Jindřicha.
Jako první probudil Kleistův básnický a poetický talent Jan Vilém Ludvík Gleim, který v té době žil v Postupimi. V roce se 1749 Kleist seznámil také s Karlem Vilémem Ramlerem, který ho přiměl, aby své texty stylově propracoval, často však bez ohledu na Kleistovy osobní stylové rysy. Kleistovu tvorbu ovlivnila i nešťastná láska k Wilhelmině von der Goltzové, která neměla budoucnost a brzy skončila rozchodem.
Od roku 1744 až 1745 se Kleist zúčastnil Druhé slezské války a roku 1749 byl povýšen na štábního kapitána. O dva roky později velel vlastní rotě. Po cestě do Švýcarska, kde byl skoro jeden rok pověřen rekrutováním, prodělal závážnou nemoc a roku 1756 nastoupil léčebný pobyt ve Freienwalde. Po rozkazu od svého pluku se musil vrátit zpět na vojenské pole, ale byl ještě roku 1756 povýšen na majora a brzy nato se stal ředitelem nově zřízené polní nemocnice v Lipsku.
V Lipsku začal psát svůj menší epos Cissides a Paches (německy Cissides und Paches) a uzavřel přátelství s Gottholdem Ephraimem Lessingem, který ho podnítil napsat tragickou hru. Výsledkem byl náčrt tragédie Seneca, který sám Kleist považoval za neúspěšný pokus.
V květnu 1758 Kleist následoval sbor prince Jindřicha, který císařskou armádu přesunul zpět k Hofu. V bitvě u Kunersdorfu 12. srpna 1759 postoupil Kleist v čele svého praporu proti nepřátelské baterii. Byl zraněn do pravé ruky a vzal meč do levé, dokud mu nebyla dělem pohmožděna noha. Kleist omdlel, zůstal první noc na bojovém poli a byl oloupen kozáky; až na druhý den byl převezen do Frankfurtu nad Odrou. Lékař, který ho ošetřoval, byl zastřelen v okamžiku, kdy čistil Kleistovi pohmožděnou ránu. 24. srpna 1759 zemřel Kleist na následky svého zranění a byl ruskou posádkou čestně pohřben.
Kleist byl zednář v neznámé lóži. Roku 1780 byl ve Frankfurtu nad Odrou postaven bronzový pomník Ewalda Christiana von Kleista s nápisem:
| „ | V boji za Friedricha klesl dolů, stejně jako jeho hrdinský duch ukončil svou strast. Nesmrtelný díky svým písním a chóru, filantrop, moudrý Kleist. | “ |

## Dílo
- Jaro (1749)
- Básně (1756)
- Nové básně (1758)
- Cißides a Paches: sbírka tří písní. (1759)
- Všechna díla: Druhá i první část. (1760)
- Ewald Christian z Kleistu a jeho dílo, společně s životopisem básníka a jeho dopisy Janu Vilému Ludvíku Gleimovi. (Vydáno Vilémem Körtem. Svazky 1 a 2, Unger, Berlín 1803)
- Dílo. Část 1–3, doprovázeno komentáři Augusta Sauera (1969)
- Ewald von Kleist. Bibliografický náčrt – Básně – Jaro – Cissides a Paches – Seneca – Prozaické spisy – Příloha. Kleistova knihovna (1881)
- Kleistova korespondence (1882)